# گنج چهار تاج
گنج چهار تاج (به انگلیسی: Treasure of the Four Crowns) یک فیلم اکشن ماجراجویی محصول سال ۱۹۸۳ به کارگردانی فردیناندو بالدی با بازی تونی آنتونی، آنا ابره‌گن، جین کوئینتانو و فرانسیسکو رابال است.

## فروش فیلم
این فیلم در باکس آفیس ناموفق بود و تبدیل به بمب گیشه شد.